# 김정연 (아나운서)
김정연(1989년 11월 10일 ~ )는 대한민국의 아나운서이다. 2014년 매일경제신문의 매일경제TV 아나운서로 입사하여 활동하고 있다. 
24년 2월 1일 스스로를 코봉히메라 불렀다.

## 진행 방송
- 2015년: 한밤의 경제 증권쇼(오후 10시~ 12시)
- 2014년: 건강 한의사

## 학력
- 홍익대학교

## 보도내용

### 뉴스 진행 중 에피소드
2014년 12월. 한밤의 경제 증권쇼 진행 중 우스꽝스러운 손짓을 하는 장면이 그대로 전파를 탔다. 카메라 영상 사고였지만, 재미있는 에피소드로 기사화되었다.